# Banco Azul
Banco Azul, es un banco salvadoreño fundado en el año 2015.

## Historia
En septiembre de 2013 la Superintendencia del Sistema Financiero había autorizado el nacimiento de un nuevo banco con capital salvadoreño. El 23 de septiembre de ese mismo año, los 10 accionistas fundadores firmaron la escritura de constitución de Banco Azul de El Salvador.
El 19 de noviembre de 2013, Banco Azul de El Salvador anunció al país el inicio del proceso de inscripción del capital de fundación en la Bolsa de Valores de El Salvador, primer paso requerido en el proceso para listarse como emisor de valores y poner sus acciones a disposición del público en un llamado de capital, que excedió las expectativas y resultó en 1,400 accionistas y un capital total de $60 millones. En abril de 2014, la Superintendencia autorizó a los 1,400 salvadoreños que habían comprometido acciones a convertirse en accionistas de Banco Azul de El Salvador.
El 18 de junio de 2015 Banco Azul fue oficialmente autorizado por la Superintendencia del Sistema Financiero para operar como banco en este país, según certificación No.138/2015. Con esta autorización, la junta directiva y los más de doscientos colaboradores culminaron las etapas de verificación, supervisión y pruebas, para iniciar funcionamiento.